# Łabędziogrot (herb szlachecki)

Łabędziogrot – herb szlachecki.

## Opis herbu
W polu błękitnym, na zielonej murawie — łabędź srebrny ze strzałą w dziobie.

## Najwcześniejsze wzmianki
Herb używany przez nobilitowaną frankistowską rodzinę Łabęckich.

## Herbowni
Łabęcki